# Finale de la Coupe des villes de foires 1962-1963
La finale de la Coupe des villes de foires 1962-1963 est la 5e finale de la Coupe des villes de foires. Elle prend la forme d'une double confrontation aller-retour prenant place le 12 juin et le 26 juin 1963, respectivement au Stade Maksimir de Zagreb, en Yougoslavie, et au Mestalla de Valence, en Espagne.
Elle oppose l'équipe yougoslave du Dinamo Zagreb aux Espagnols de Valence CF. Au terme des deux rencontres, les Valenciens s'imposent sur le score cumulé de 4 à 1 (2-1 à l'aller, 2-0 au retour) et remportent la Coupe des villes de foires pour la deuxième fois d'affilée.

## Parcours des finalistes
Note : dans les résultats ci-dessous, le score du finaliste est toujours donné en premier (D : domicile ; E : extérieur).
| Dinamo Zagreb        | Dinamo Zagreb | Dinamo Zagreb | Dinamo Zagreb | Dinamo Zagreb |                     | Valence CF           | Valence CF | Valence CF | Valence CF | Valence CF |
| -------------------- | ------------- | ------------- | ------------- | ------------- | ------------------- | -------------------- | ---------- | ---------- | ---------- | ---------- |
| Adversaire           | Total         | Aller         | Retour        | Appui         | Tour                | Adversaire           | Total      | Aller      | Retour     | Appui      |
| FC Porto             | 2 - 1         | 2 - 1 (E)     | 0 - 0 (D)     |               | Premier tour        | Celtic Glasgow       | 6 - 4      | 4 - 2 (D)  | 2 - 2 (E)  |            |
| Union Saint-Gilloise | 5 - 4         | 2 - 1 (D)     | 0 - 1 (E)     | 3 - 2         | Huitièmes de finale | Dunfermline Athletic | 7 - 6      | 4 - 0 (D)  | 2 - 6 (E)  | 1 - 0      |
| Bayern Munich        | 4 - 1         | 4 - 1 (E)     | 0 - 0 (D)     |               | Quarts de finale    | Hibernian Édimbourg  | 6 - 2      | 5 - 0 (D)  | 1 - 2 (E)  |            |
| Ferencváros TC       | 3 - 1         | 1 - 0 (E)     | 2 - 1 (D)     |               | Demi-finales        | AS Rome              | 3 - 1      | 3 - 0 (D)  | 0 - 1 (E)  |            |

## Matchs

### Match aller
| Titulaires :     |                    |  |
|                  |                    |  |
| 1                | Zlatko Škorić      |  |
|                  | Rudolf Belin       |  |
|                  | Mirko Braun (en)   |  |
|                  | Marijan Biscam     |  |
|                  | Vlatko Marković    |  |
|                  | Željko Perušić     |  |
|                  | Zdenko Kobešćak    |  |
|                  | Slaven Zambata     |  |
|                  | Tomislav Knez      |  |
|                  | Željko Matuš       |  |
|                  | Stjepan Lamza (en) |  |
|                  |                    |  |
| Entraîneur :     |                    |  |
| Milan Antolković |                    |  |

| Titulaires :       |                              |  |
|                    |                              |  |
| 1                  | Ricardo Zamora de Grassa     |  |
|                    | Vicente Piquer (en)          |  |
|                    | Chicão (en)                  |  |
|                    | Paquito García (en)          |  |
|                    | Juan Carlos Quincoces (en)   |  |
|                    | José Sastre (es)             |  |
|                    | Daniel Mañó (es)             |  |
|                    | José María Sánchez Lage (en) |  |
|                    | Waldo                        |  |
|                    | Enrique Ribelles             |  |
|                    | José Antonio Urtiaga (en)    |  |
|                    |                              |  |
| Entraîneur :       |                              |  |
| Alejandro Scopelli |                              |  |

| Titulaires :     |                    |  |
|                  |                    |  |
| 1                | Zlatko Škorić      |  |
|                  | Rudolf Belin       |  |
|                  | Mirko Braun (en)   |  |
|                  | Marijan Biscam     |  |
|                  | Vlatko Marković    |  |
|                  | Željko Perušić     |  |
|                  | Zdenko Kobešćak    |  |
|                  | Slaven Zambata     |  |
|                  | Tomislav Knez      |  |
|                  | Željko Matuš       |  |
|                  | Stjepan Lamza (en) |  |
|                  |                    |  |
| Entraîneur :     |                    |  |
| Milan Antolković |                    |  |

| Titulaires :       |                              |  |
|                    |                              |  |
| 1                  | Ricardo Zamora de Grassa     |  |
|                    | Vicente Piquer (en)          |  |
|                    | Chicão (en)                  |  |
|                    | Paquito García (en)          |  |
|                    | Juan Carlos Quincoces (en)   |  |
|                    | José Sastre (es)             |  |
|                    | Daniel Mañó (es)             |  |
|                    | José María Sánchez Lage (en) |  |
|                    | Waldo                        |  |
|                    | Enrique Ribelles             |  |
|                    | José Antonio Urtiaga (en)    |  |
|                    |                              |  |
| Entraîneur :       |                              |  |
| Alejandro Scopelli |                              |  |

### Match retour
| Titulaires :       |                              |  |
|                    |                              |  |
| 1                  | Ricardo Zamora de Grassa     |  |
|                    | Vicente Piquer (en)          |  |
|                    | Chicão (en)                  |  |
|                    | Paquito García (en)          |  |
|                    | Juan Carlos Quincoces (en)   |  |
|                    | José Sastre (es)             |  |
|                    | Daniel Mañó (es)             |  |
|                    | José María Sánchez Lage (en) |  |
|                    | Waldo                        |  |
|                    | Enrique Ribelles             |  |
|                    | Héctor Núñez                 |  |
|                    |                              |  |
| Entraîneur :       |                              |  |
| Alejandro Scopelli |                              |  |

| Titulaires :     |                    |  |
|                  |                    |  |
| 1                | Zlatko Škorić      |  |
|                  | Rudolf Belin       |  |
|                  | Mirko Braun (en)   |  |
|                  | Zdravko Rauš       |  |
|                  | Vlatko Marković    |  |
|                  | Željko Perušić     |  |
|                  | Zdenko Kobešćak    |  |
|                  | Slaven Zambata     |  |
|                  | Tomislav Knez      |  |
|                  | Željko Matuš       |  |
|                  | Stjepan Lamza (en) |  |
|                  |                    |  |
| Entraîneur :     |                    |  |
| Milan Antolković |                    |  |

| Titulaires :       |                              |  |
|                    |                              |  |
| 1                  | Ricardo Zamora de Grassa     |  |
|                    | Vicente Piquer (en)          |  |
|                    | Chicão (en)                  |  |
|                    | Paquito García (en)          |  |
|                    | Juan Carlos Quincoces (en)   |  |
|                    | José Sastre (es)             |  |
|                    | Daniel Mañó (es)             |  |
|                    | José María Sánchez Lage (en) |  |
|                    | Waldo                        |  |
|                    | Enrique Ribelles             |  |
|                    | Héctor Núñez                 |  |
|                    |                              |  |
| Entraîneur :       |                              |  |
| Alejandro Scopelli |                              |  |

| Titulaires :     |                    |  |
|                  |                    |  |
| 1                | Zlatko Škorić      |  |
|                  | Rudolf Belin       |  |
|                  | Mirko Braun (en)   |  |
|                  | Zdravko Rauš       |  |
|                  | Vlatko Marković    |  |
|                  | Željko Perušić     |  |
|                  | Zdenko Kobešćak    |  |
|                  | Slaven Zambata     |  |
|                  | Tomislav Knez      |  |
|                  | Željko Matuš       |  |
|                  | Stjepan Lamza (en) |  |
|                  |                    |  |
| Entraîneur :     |                    |  |
| Milan Antolković |                    |  |